# Rotello
Rotello è un comune italiano di 1 114 abitanti della provincia di Campobasso in Molise.
Situato a 360 metri sul livello del mare, sorge su una delle ultime colline prima della costa molisana.
si estende su una superficie di 70,75 km², che ne fa l'ottavo comune per estensione del Molise.
L'olivo è l'elemento più rappresentativo del paese. Ne vengono coltivati vari ecotipi, ma le culture tipiche sono la  Rosciola di Rotello e la Cellina di Rotello che producono un olio extravergine di notevole pregio, conosciuto ed apprezzato sia in regione che fuori per la sua qualità e per le sue caratteristiche organolettiche. Il comune dal 1994 fa parte dell'associazione "Le città dell'olio".

## Storia
Il nome del paese, in antico "Loritello", è ritenuto di origine latina, da Lauritellus ossia terra di alloro, pianta sacra ad Apollo.
A partire dall'XI secolo si costituì con i Normanni una contea di Loritello, con territori diversi nei diversi periodi, che si sarebbe estesa dal Tronto al Fortore sulle coste dell'Abruzzo, del Molise e della Puglia
Conti di Loritello furono:
- Roberto I di Loritello, figlio di Goffredo e nipote di Roberto il Guiscardo
- Roberto II di Bassavilla, nipote di Ruggero II di Sicilia
- Roberto De Say.

Furono chiamati comes comitis, a sottolinearne la superiore dignità, e furono inoltre paladini del re, con incarichi a corte.
La contea normanna di Loritello fu soppressa definitivamente nel 1220 da Federico II di Svevia e suddivisa in vari feudi. Rotello fu in possesso di Pandolfo d'Aquino, dei D'Alemagna, di Fabrizio di Capua e di Marcello Caracciolo. Ultimo possessore, prima dell'abolizione del feudalesimo nel 1805, fu Bartolomeo di Capua. Rotello venne compreso nella Capitanata e quindi, nel 1811, fu aggregato al Molise.

### Simboli
Lo stemma comunale raffigura tre monti in campo rosso, sormontati dalla lettera R maiuscola d'oro. Il gonfalone è un drappo di azzurro.

## Monumenti e luoghi d'interesse
Il centro storico conserva case medievali, disposte in file e separate da vicoli stretti convergenti tutti verso la piazza. Qui sorgeva la chiesa madre, di cui oggi non restano tracce.

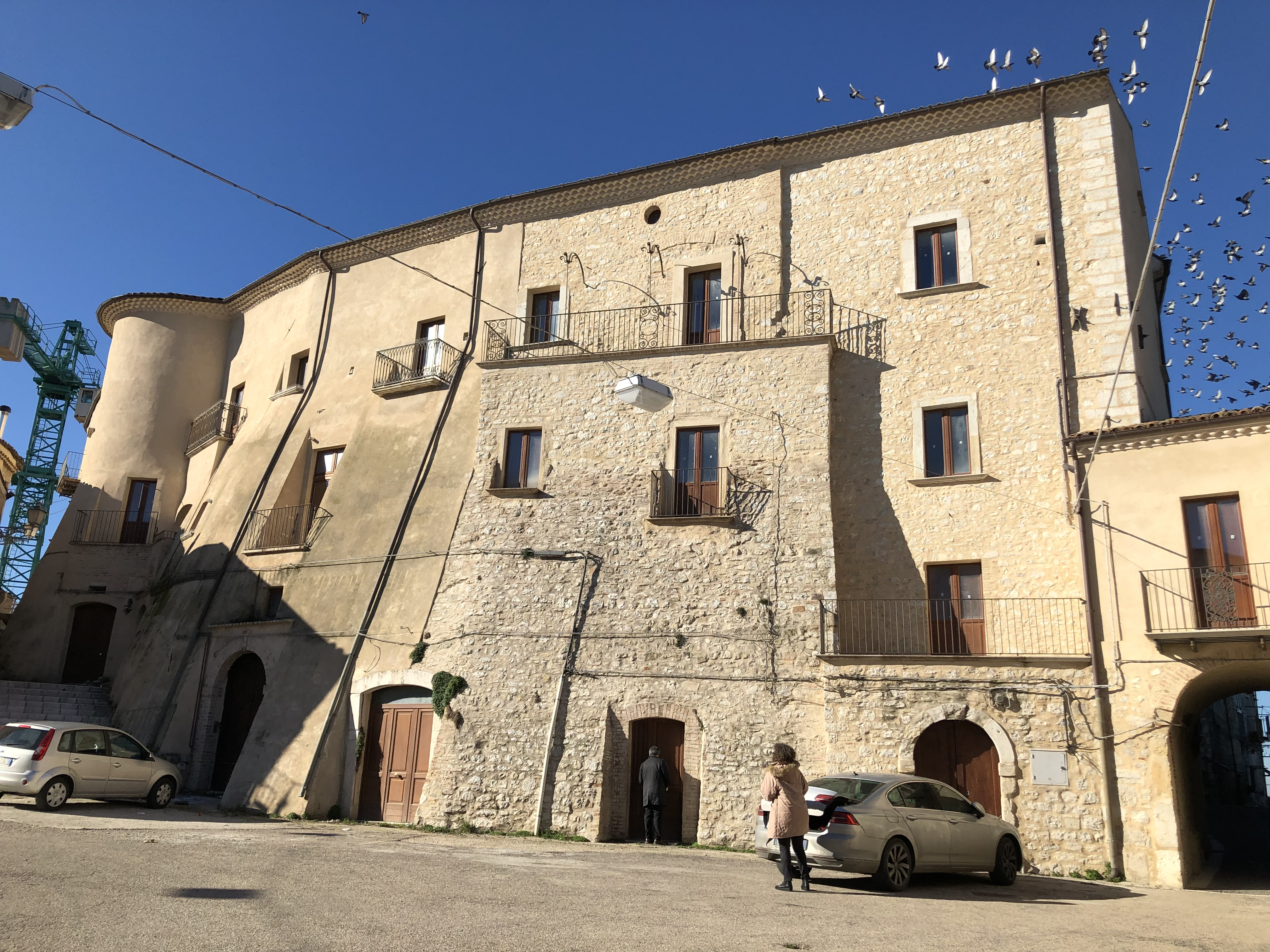
Il castello ducale

Il palazzo Colavecchio domina la parte antica del paese e secondo la tradizione sarebbe stato l'abitazione dei conti normanni.
Altri palazzi gentilizi sono:
- il palazzo delle Lacrime, con all'interno una bifora e sulla facciata un portale settecentesco con stemma e iscrizione;
- il palazzo Benevento, con sul portale uno stemma gentilizio settecentesco;
- U spuorte Carlone, un arco in pietra che costituiva uno degli ingressi medioevali attraverso i quali si accedeva al castrum (fortilizio medioevale) di Loritello.

Sui muri e sugli archi del borgo si conservano scritte in latino. Sulla facciata di una casa resta un rilievo con una lupa e una figura femminile: secondo la tradizione vi avrebbe avuto sede la "ruota" dove venivano abbandonati i neonati indesiderati.

### Chiesa madre di Santa Maria degli angeli
Principale chiesa del paese, ospita la storica parrocchia della chiesa comitale dell'XI secolo, che si trovava all'interno del perimetro murario medievale circolare, in largo Chiesa Vecchia.
La chiesa nuova, nel paese nuovo fuori le mura fu eretta nel XVIII secolo sal monsignor Tria sopra i resti del monastero dell'Annunziata, dacché la chiesa romanica era in degrado, i lavori s'ebbero dal 1728 al 1744, la chiesa ha un classico stile barocco, sobrio per gli esterni, e monumentale per gli interni, che sono divisi in tre navate.
Il ciclo di affreschi e le stuccature sono neoclassiche, del 1888. La sagrestia ospita la pregevole statua lignea di San Donato.
Nel 1962 fu demolita una torretta centrale la facciata, che aveva all'orologio civico, che fu inglobato nel timpano. La chiesa ha una facciata tipicamente neoclassica, tripartita da paraste, con tre ingressi, quello centrale architravato è il più monumentale.

## Società

### Evoluzione demografica
Abitanti censiti

## Amministrazione
Di seguito è presentata una tabella relativa alle amministrazioni che si sono succedute in questo comune.
| Periodo          | Periodo          | Primo cittadino       | Partito                          | Carica  | Note             |
| ---------------- | ---------------- | --------------------- | -------------------------------- | ------- | ---------------- |
| 26 giugno 1985   | 9 maggio 1990    | Armando Luigi Plescia | Democrazia Cristiana             | Sindaco | [ 7 ]            |
| 9 maggio 1990    | 23 novembre 1991 | Michele Palmieri      | Partito Comunista Italiano       | Sindaco | [ 7 ]            |
| 23 novembre 1991 | 24 aprile 1995   | Michele Pangia        | lista civica                     | Sindaco | [ 7 ]            |
| 24 aprile 1995   | 14 giugno 1999   | Michele Pangia        | -                                | Sindaco | [ 7 ]            |
| 14 giugno 1999   | 14 giugno 2004   | Michele Pangia        | lista civica                     | Sindaco | [ 7 ]            |
| 14 giugno 2004   | 8 giugno 2009    | Antonio Caterina      | lista civica                     | Sindaco | [ 7 ]            |
| 8 giugno 2009    | 26 maggio 2014   | Antonio Castelli      | lista civica                     | Sindaco | [ 7 ]            |
| 26 maggio 2014   | 26 maggio 2019   | Michele Perrotta      | lista civica Insieme per Rotello | Sindaco | [ 7 ]            |
| 26 maggio 2019   | 14 gennaio 2021  | Michele Miniello      | lista civica Progetto Comune     | Sindaco | [ 7 ]            |
| 15 gennaio 2021  | 3 ottobre 2021   | Massimo Marmorini     | lista civica Progetto Comune     | Sindaco | facente funzioni |
| 4 ottobre 2021   | in carica        | Massimo Marmorini     | lista civica Progetto Comune     | Sindaco | [ 7 ]            |

## Sport

### Calcio
La principale squadra di calcio del paese è l'"Associazione sportiva dilettantistica Rotello", che milita nel girone C molisano di prima categoria.